# Невьянка
Невья́нка (до 1962 года — Обжо́рино) — деревня в Невьянском районе Свердловской области России. Входит в Невьянский муниципальный округ.

## География
Невьянка расположена на левом берегу Невьянского пруда, созданного на реке Нейве. Деревня находится к северо-западу от Екатеринбурга и к юго-востоку от районного центра — города Невьянска. В деревне две улицы: Береговая и Набережная.
Расстояние до ближайшей железнодорожной станции Шурала — 6 километров, до ближайшего остановочного пункта 419 км — 3 километра.
Ближайшие населённые пункты: село Шурала, посёлок Шурала и село Федьковка.

## Население
| 2002 | 2010 |
| ---- | ---- |
| 7    | ↗14  |

## История
В XIX веке деревня под своим первоначальным названием Обжорина (также Дедюхова) входила в состав Шуралинской волости Екатеринбургского уезда Пермской губернии. По данным подворной переписи 1887 года, деревню населяли 448 жителей (227 мужчин и 221 женщина), проживавших в 93 дворах. Грамотными были только 23 мужчины и 7 женщины, учащихся — 10. В деревне имелось три промышленных заведения и одна торговая лавка.
25 июня 1962 года переименована указом Президиума Верховного Совета РСФСР в Невьянку.

## Население
| Численность населения | Численность населения | Численность населения | Численность населения | Численность населения | Численность населения | Численность населения | Численность населения | Численность населения | Численность населения | Численность населения |
| 1869                  | 1887                  | 1926                  | 1937                  | 1939                  | 1959                  | 1970                  | 1979                  | 1989                  | 2002                  | 2010                  |
| --------------------- | --------------------- | --------------------- | --------------------- | --------------------- | --------------------- | --------------------- | --------------------- | --------------------- | --------------------- | --------------------- |
| н/д                   | 448                   | 589                   | н/д                   | н/д                   | н/д                   | н/д                   | н/д                   | н/д                   | н/д                   | 14                    |